# Phantasy Star II
Phantasy Star II är ett RPG till Segas konsol Mega Drive. Det var det första 16-bitars konsolrollspelet och det första spelet som låg på 6 megabit. Med spelet följde en engelsk hintbok på 59 sidor och en karta över de två planeterna Mota och Dezo som spelet utspelar sig på.
Spelets antagonister är människorna från Jorden.

### Fotnoter
1. ↑  ”Phantasy Star II” (på engelska). Gamefaqs. 10 mars 1989. http://www.gamefaqs.com/genesis/526675-phantasy-star-ii. Läst 30 april 2016.
2. ↑  Greg Kasavin (15 juli 2005). ”The Greatest Games of All Time: Phantasy Star II” (på engelska). Gamespot. http://www.gamespot.com/articles/the-greatest-games-of-all-time-phantasy-star-ii/1100-6129293/. Läst 7 mars 2014.